# Serie C2 1989/1990
Soutěžní ročník Serie C2 1989/90 byl 12. ročník čtvrté nejvyšší italské fotbalové ligy. Soutěž začala 17. září 1989 a skončila 7. června 1990. Účastnilo se jí celkem 72 týmů rozdělené do čtyř skupin po 18 klubech. Z každé skupiny postoupili první dva do třetí ligy. Do nižší ligy sestoupili kluby kteří skončili na posledních třech místech.